# Perissandria argillacea
Perissandria argillacea är en fjärilsart som beskrevs av Alphéraky 1892. Perissandria argillacea ingår i släktet Perissandria och familjen nattflyn. Inga underarter finns listade i Catalogue of Life.